# WEST
WEST (Akronym für Western European Satellite Triangulation) war eine in den 1960er-Jahren gegründete geodätische Zusammenarbeit westeuropäischer Hochschulen und Vermessungsverwaltungen auf dem Gebiet der angewandten Satellitengeodäsie. Sie diente dem Ziel, die Landesvermessungen der einzelnen Staaten durch ein übergeordnetes Koordinatensystem vergleichbar zu machen. In der Fachsprache heißt dies die Bestimmung von Transformationsparametern für das geodätische Datum jedes der beteiligten Staaten.

## Erdvermessung mittels Satellitentriangulation
Die Messungen erfolgten nach dem Prinzip der Satellitentriangulation, bei dem jeweils mehrere mit Spezialkameras ausgestattete Satellitenstationen gleichzeitig (innert 0,001 Sekunden) dieselben Erdsatelliten vor dem nächtlichen Sternhintergrund fotografieren. Die Satelliten fungieren dabei nur als Hochziel zur Bildung genau messbarer Dreiecke, ihre Bahnen bleiben außer Betracht. Nach anfänglichen Testläufen mit bis zu 20 Bodenstationen erfolgte zwischen 1966 und 1972 der Großteil der Beobachtungen an insgesamt 40 Stationen Mittel- und Westeuropas.
Gemessen wurden vor allem helle Satelliten, um auch weniger gut ausgestattete Bodenstationen ins WEST-Netz einbeziehen zu können. Von den fünf verwendeten Satelliten waren daher die Ballonsatelliten Echo 1 und Echo 2 besonders wichtig, deren Bahnhöhe von etwa 1000 km etwa den durchschnittlichen Distanzen der Satellitenkameras entsprach. Ab 1967 wurde auch der neu gestartete PAGEOS einbezogen, der allerdings in über 4000 km Höhe kreiste.
Die genaue Ausmessung der etwa 1000 erfolgreich simultanen Fotoplatten mit den  Strichspuren der Satelliten und Referenzsterne erfolgte in den beteiligten Staaten, der gesamte Netzausgleich am Erdmessungsinstitut von Prof. Sigl an der TU München. Wichtigster Bearbeiter des Projekts war Walter Ehrnsperger.

## Vergleich von terrestrischem und Satellitennetz
Bis 1975 gelang es, die kontinentale Genauigkeit des Europanetzes von 10 bis 20 m auf einige Meter zu steigern. Zur Bestimmung des genauen Maßstabsfaktors wurde eine über 2000 Kilometer lange Basislinie im Netz erster Ordnung der beteiligten Staaten gemessen, die von Norwegen bis Sizilien reichte. Später folgte eine quer dazu verlaufende Basislinie von Südengland (Malvern) bis zur Satellitenstation der TU Graz in Österreich. Um 1980 wurde über ganz Westeuropa etwa Metergenauigkeit erreicht.
Die technische Entwicklung der Folgezeit ermöglichte ab den 1990er-Jahren eine weitere Steigerung der Genauigkeit, die sich bei Richtungsmessungen vor allem auf die CCD-Technik stützt. Noch höhere Präzision ist heute mit Funkverfahren (vor allem GPS) und mit Lasersatelliten erreichbar, nämlich sogar interkontinental einige Zentimeter.

## Anhang